# Carpathonesticus hungaricus
Carpathonesticus hungaricus es una especie de araña araneomorfa del género Carpathonesticus, familia Nesticidae. Fue descrita científicamente por Chyzer en 1894.
Se distribuye por Rumania. El prosoma del macho mide aproximadamente 1,9 milímetros de longitud y el de la hembra 1,6-2,2 milímetros.